# 신암뉴타운
신암뉴타운은 대구광역시 동구 신암동 일대에 개발 중인 뉴타운이다.